# Musik als Waffe
Musik als Waffe é um documentário alemão de 2011 dirigido por Tristan Chytroschek. O filme é uma co-produção entre o canal ZDF e ARTE. Foi premiado em 2012 com um Emmy Internacional.

## Sinopse
Em 2003, descobriu-se que as músicas de Vila Sésamo eram utilizadas em sessões de tortura nas prisões de Abu-Ghraib e Guantánamo. Segundo Thomas Keenan, pesquisador em Direitos Humanos, os prisioneiros eram amarrados em cadeiras e obrigados a ouvir as músicas em alto volume por horas a fio.
"Em Guantánamo, eles usaram a música para desestabilizar os prisioneiros. Pensar que a minha música ajudou nisso é ultrajante. Isso me deixou fascinado pois é algo de horroroso e então decidi entender como isso foi feito", disse Cerf.
O compositor resolveu descobrir como a música pode ser usada para um propósito tão ruim. Ele resolveu entrevistar militares, psicólogos, cientistas e prisioneiros torturados com suas músicas. O resultado foi o documentário Songs of War, que explora a relação entre música e violência.

## Elenco
- Christopher Cerf	...	Ele mesmo (apresentador)
- Thomas Keenan	...	Ele mesmo (pesquisador em Direitos Humanos)
- Chris Arendt	...	Ele mesmo (O ex-Guarda, Baía de Guantánamo)
- Herb Friedman	...	Ele mesmo (especialista, Operações psicológicas do exército dos EUA)
- Mike Ritz	...	Ele mesmo (ex-interrogador do Exército dos EUA)
- Nathalie Gosselin	...	Ela mesmo (psicólogo, Universidade de Montreal)
- Moazzam Begg	...	Ele mesmo (ex-detento, Baía de Guantánamo e Bagram)
- Morag Josephine Grant	... Ele mesmo (musicólogo, Universidade de Göttingen)
- Mike Luce	...	Ele mesmo (Drowning Pool)
- C.J. Pierce	...	Ele mesmo (Drowning Pool)
- Vahan Simidian II	...	Ele mesmo (CEO, HPV Technologies)